# Tibor Czibere
Tibor Czibere (Tapolca, Condado de Veszprém, 16 de octubre de 1930-24 de diciembre de 2023) fue un ingeniero, político y profesor universitario húngaro. Fue Ministro de Educación y Cultura de Hungría entre 1988 y 1989. Fue miembro de la Academia Húngara de Ciencias desde 1985. Czibere fue el rector de la Universidad de Miskolc entre 1978 y 1986. 

## Trabajo
Su principal área de investigación fueron algunas cuestiones teóricas de hidromecánica y termodinámica. Enseñó estos temas en la Universidad de Miskolc.
En varias publicaciones se ocupó del cálculo de procesos conductivos de transferencia de calor en cuerpos sólidos durante y después de la transformación de fase, así como de fluidos de fricción que fluyen tridimensionalmente en las capas de fondo. Desarrolló nuevos procedimientos durante el desarrollo de la teoría hidrodinámica del perfil aerodinámico, que se utilizaron en la práctica durante varias décadas. Como líder universitario, intentó fortalecer el lugar de la universidad en la educación de ingeniería húngara.
Es autor o coautor de más de cincuenta publicaciones científicas, de las cuales fue autor/editor de cinco libros. Publicó sus obras en húngaro, inglés y alemán.

## Publicaciones
- Berechnungsverfahren zum Entwurf gerader Flügelgitter mit stark gewölbten Profilschaufeln (1960)
- Über die Berechnung der Schaufelprofile von Strömungsmaschinen mit halbaxialer Durchströmung (1963)
- A hidrodinamikai rácselmélet két főfeladatának potenciálelméleti megoldása (1965)
- Áramlástan; Tankönyvkiadó, Bp., 1965
- Áramlástechnikai gépek; Tankönyvkiadó, Bp., 1966
- Calculation of Plane Subsonic Flow of Compressible Fluids (1974)
- Síkbeli határrétegáramlások meghatározása szakadásos örvényrétegekkel (1977)
- Hidromechanika (1980)
- Áramlástan (1980)
- Vezetéses hőátvitel (1998)
- Calculating Turbulent Flows Based on a Stochastic Model (2006)
- Ifjan, éretten, öregen. 85 kérdés – válasz nyolc és fél évtizedről; beszélgetőtárs Tóth László; Market Place Solutions Kft., Miskolc, 2015